# Llegan los extraterrestres
Llegan los extraterrestres (título original: The Aliens Are Coming) es un telefilme estadounidense de ciencia ficción y terror de 1980, dirigidoo por Harvey Hart, escrito por Robert W. Lenski, musicalizado por William Goldstein, en la fotografía estuvo Jacques R. Marquette y los protagonistas son Tom Mason, Eric Braeden y Melinda O. Fee, entre otros. Este largometraje fue producido por Woodruff Productions y Quinn Martin Productions (QM); se estrenó el 2 de marzo de 1980.

## Sinopsis
Trata acerca de una nave nodriza de otro planeta que se encuentra ubicada en la atmósfera terrestre, esos seres tienen como objetivo conquistar la Tierra.